# Nom Pen
Nom Pen (en jemer, ភ្នំពេញ, pronunciado [pʰnum pɨɲ]) es la ciudad más poblada y capital de Camboya, desde la colonización francesa. Además, es el centro económico, industrial, político, cultural y diplomático del país. En el área metropolitana viven unos 2,2 millones de habitantes.
Es la sede del gobierno y un centro comercial importante en el Sudeste Asiático por su estratégica situación geográfica en el delta y la confluencia de los ríos Mekong, Tonlé Sap y Bassac, que la hacen puerto fluvial con salida al mar de la China Meridional. Como centro turístico, la ciudad conserva el ambiente cultural asiático y su controvertida historia.
Es conocida como la «Perla de Asia», y está  considerada como una de las ciudades francesas más bonitas de Indochina en los años 1920. La ciudad, junto con Siem Reap y Sihanoukville, es un significativo destino turístico del país, tanto a nivel local como mundial. Fue fundada en 1434, y es famosa por su bella e histórica arquitectura y atractivos turísticos. Existen aún un buen número de edificios coloniales franceses desperdigados por los grandes bulevares.

## Origen etimológico

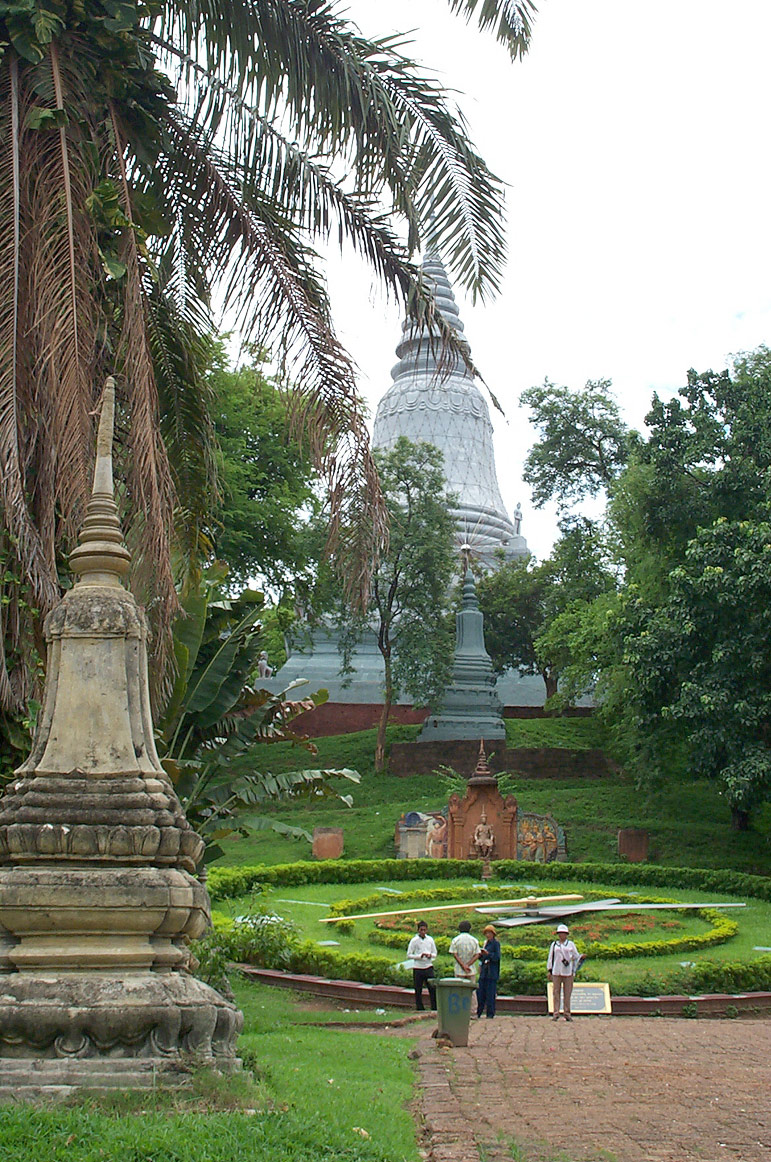
Wat Phnom o Colina Templo, el punto en donde nació la ciudad.

Nom pen, que significa literalmente «la colina de Pen» toma su nombre del Wat Phnom o «Templo de la colina». Según la leyenda, en 1372, una vieja monja llamada Penh o Pen fue a buscar agua al Tonlé Sap y encontró un árbol de nuez de la India que flotaba río abajo arrastrado por la corriente. Dentro de un agujero del árbol encontró cuatro estatuas de bronce de Buda y otra de piedra.
Daun Penh llevó las estatuas a la orilla y ordenó a la gente que amontonara tierra en el noreste de su casa hasta formar una colina. Usó la madera del árbol para construir un templo encima de la colina donde poner las estatuas, y bautizó el templo con su nombre: Wat Phnom Daun Penh, que es conocido actualmente como Wat Phnom, una pequeña colina de 27 metros de altura.
Nom Pen había sido llamada anteriormente Krong Chaktomok (jemer: ក្រុងចតុមុខ), que significa «Ciudad de las cuatro caras». Este nombre hace referencia al lugar donde los ríos Mekong, Bassac y Tonlé Sap se cruzan formando una equis y donde se sitúa la ciudad. Krong Chaktomuk es una abreviación de su nombre ceremonial que le dio el rey Ponhea Yat y cuyo nombre completo era Krong Chaktomuk Mongkol Sakal Kampuchea Thipadei Sereythor Inthabot Borei Roth Reach Seima Maha Nokor (jemer: ក្រុងចតុមុខមង្គលសកលកម្ពុជាធិបតី សេរីធម៌ ឥន្រ្ទបទបុរី រដ្ឋរាជសីមាមហានគរ), que los españoles abreviaron a Chordemuco.
Este nombre ceremonial es un nombre pali, que se podría traducir como «el lugar de cuatro ríos que da la felicidad y el éxito del reino Jemer, el más alto líder, así como la impenetrable ciudad del dios Indra del gran reino».

## Historia

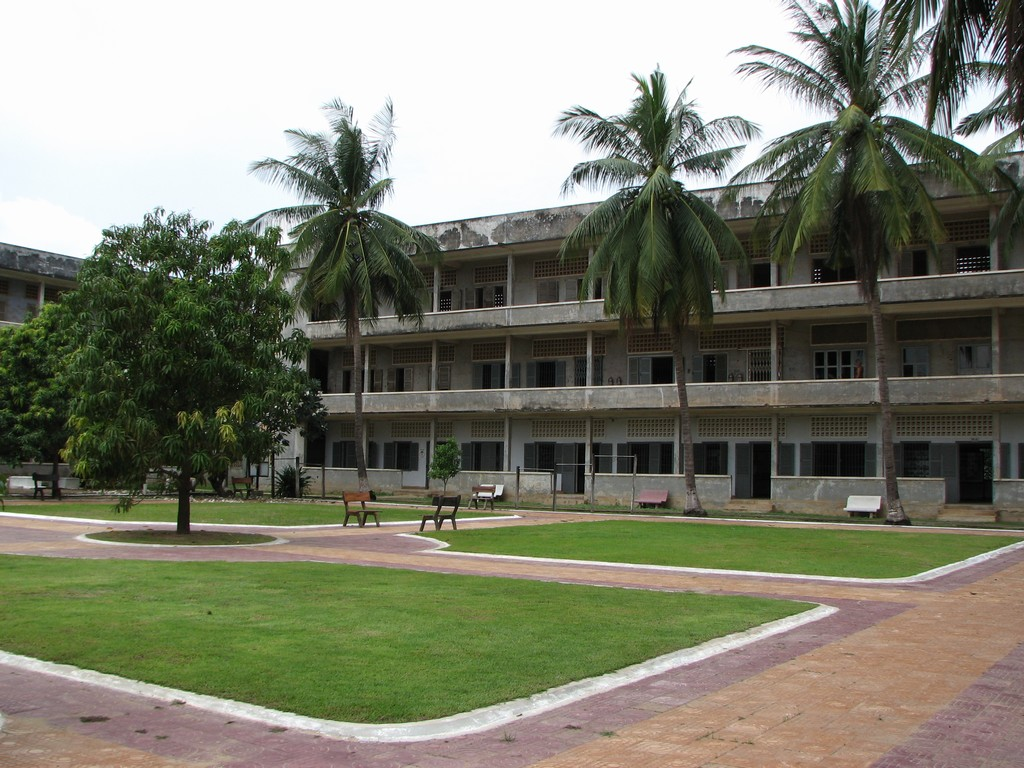
Museo del Genocidio Tuol Sleng.

Nom Pen fue constituida capital en 1431 por el rey Phnea Yat después que este dejara Angkor Wat, seguramente por la fuerte presión de las invasiones tailandesas.
Existen sin embargo otros estudiosos que plantean otras hipótesis como epidemias, carencia de alimentos y la posibilidad de nuevas rutas comerciales con China para lo cual la situación geográfica de Nom Pen tendría mayores beneficios.
Durante el gobierno de los Jemeres Rojos fue vaciada de sus habitantes, quienes fueron declarados los enemigos del régimen. Sólo unas pocas entidades funcionaron durante su gobierno en Nom Pen, entre ellas algunos de los centros de tortura S-21.
En 1993, cuando se formó el nuevo gobierno nacional, Nom Pen comenzó una nueva era. Organizaciones no gubernamentales abrieron sus sedes en la ciudad, se empezaron a realizar obras de infraestructura, se han reparado antiguos edificios de importancia única como el Museo Nacional o las pagodas. Sin embargo, es mucho lo que queda por hacer.
La ciudad tiene un moderno centro comercial, numerosos centros de educación superior, avenidas y grandes hoteles.

## División político-administrativa

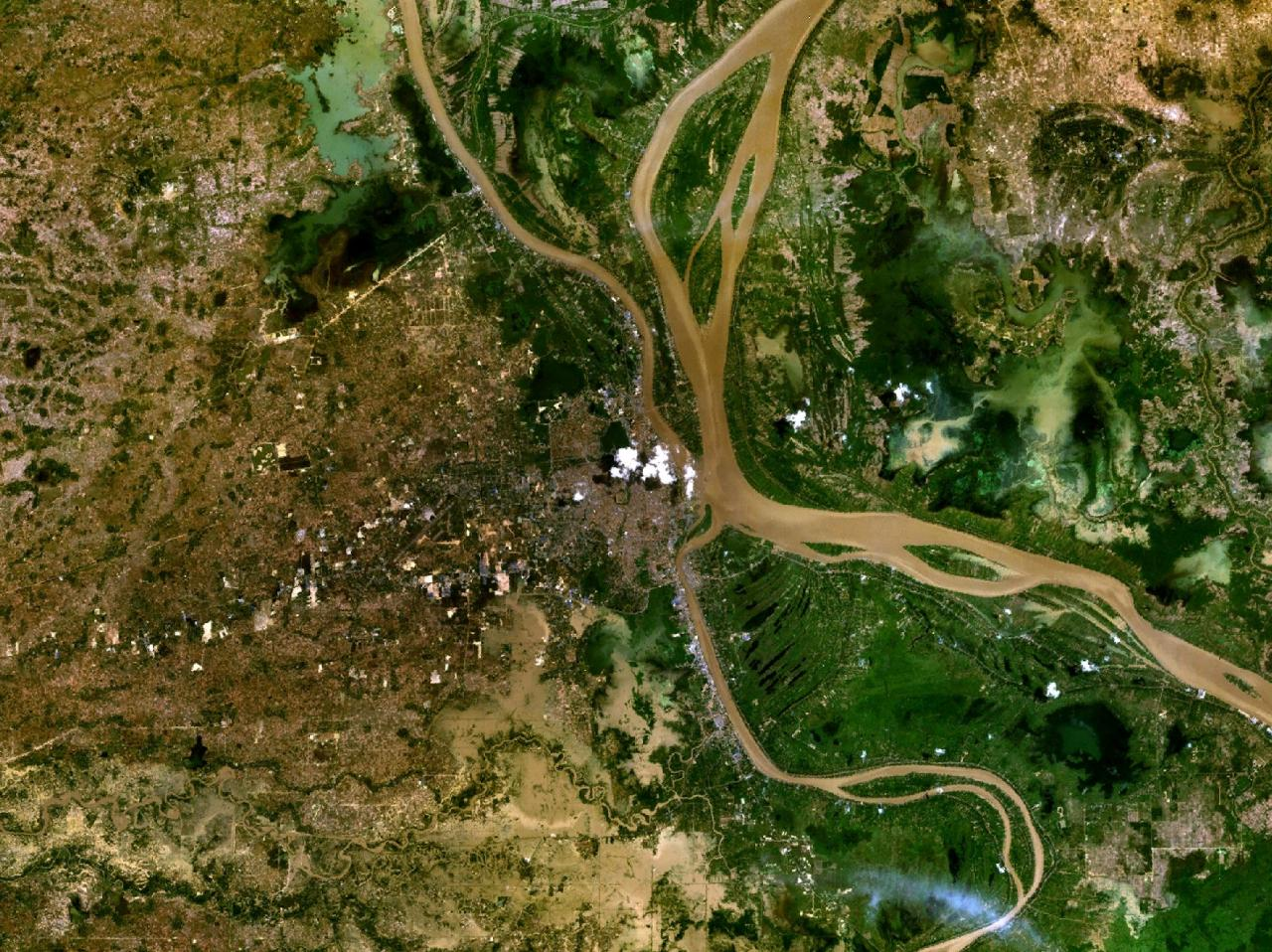
Nom Pen vista desde el espacio.

La Asamblea Nacional de Camboya

El municipio de Nom Pen tiene una superficie de 678,46 km² y tiene un estatus equivalente al de las provincias de Camboya. Se divide en doce divisiones administrativas llamadas jans (distritos) y de esos nueve jans Dangkao, Meanchey, Porsenchey, Sen Sok y Russei Keo son considerados los suburbios de la ciudad. Todos los jans se encuentran bajo el gobierno del municipio de Nom Pen. Los jans se dividen a su vez en 76 sangkats (comunas), y 637 kroms.
El municipio es liderado por el gobernador, que actúa como la principal autoridad de la ciudad y supervisa la policía militar municipal, la policía municipal y la oficina de asuntos urbanos. Por debajo del gobernador se encuentra el primer vicegobernador y cinco vicegobernadores. El jefe del gabinete, que ostenta el mismo estatus que los vicegobernadores, lidera el gabinete que consta de ocho ayudantes del jefe del gabinete, que se encuentran al cargo de los 27 departamentos administrativos. Cada jan tiene un director.
| Lista de los distritos administrativos de Nom Pen | Lista de los distritos administrativos de Nom Pen | Lista de los distritos administrativos de Nom Pen | Lista de los distritos administrativos de Nom Pen |
| Nombre del distrito (Jan)                         | Número de comunas (sangkat)                       | Número de aldeas (phum)                           | Población en 2008                                 |
| ------------------------------------------------- | ------------------------------------------------- | ------------------------------------------------- | ------------------------------------------------- |
| Chamkarmon                                        | 12 sangkats                                       | 95 kroms                                          | 182 004                                           |
| Chbar Ampov                                       | nuevo distrito                                    | nuevo distrito                                    | nuevo distrito                                    |
| Chroy Changva                                     | nuevo distrito                                    | nuevo distrito                                    | nuevo distrito                                    |
| Dangkao                                           | 15 sangkats                                       | 143 kroms                                         | 257 724                                           |
| Daun Penh                                         | 11 sangkats                                       | 134 kroms                                         | 126 550                                           |
| Meanchey                                          | 8 sangkats                                        | 30 kroms                                          | 327 801                                           |
| Prampi Makara                                     | 8 sangkats                                        | 33 kroms                                          | 91 895                                            |
| Russey Keo                                        | 12 sangkats                                       | 59 kroms                                          | 196 684                                           |
| Sen Sok                                           | 3 sangkats                                        |                                                   | 147 967                                           |
| Tuol Kork                                         | 10 sangkats                                       | 143 kroms                                         | 171 200                                           |
| Porsenchey                                        | 13 sangkats                                       | nuevo distrito                                    | 183 826                                           |
| Prek Pnov                                         | nuevo distrito                                    | nuevo distrito                                    | nuevo distrito                                    |

## Gobierno de la ciudad
La ciudad está regida por un alcalde o gobernador con su gabinete en el cual el primer diputado hace las veces del ejecutor a la par del primer ministro en Camboya. Hay además cinco diputados más del gobierno de la ciudad.
Es la sede central del real gobierno del Reino de Camboya regido por el primer ministro y sede del Palacio Real cuya figura principal es el rey de Camboya. También lo es de la Real Corte de Justicia y de las principales figuras democráticas del país.

## Geografía y recursos naturales

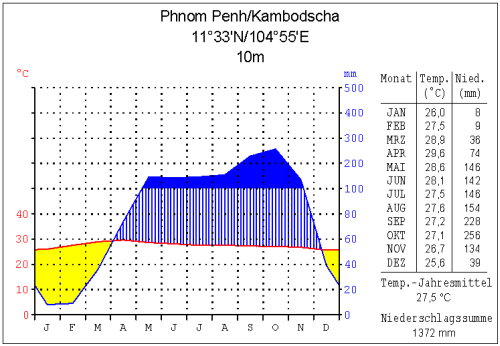
Clima de Nom Pen

Nom Pen se encuentra privilegiadamente situada en el encuentro fluvial de los ríos Alto Mekong, Bajo Mekong, Bassac y Tonlé Sap. La región es conocida como Chatomuk, que significa “las cuatro caras”) y hace parte de la gran llanura central del país hacia el sureste.
Si bien la ciudad se desarrolló plenamente como urbe, los alrededores de Nom Pen se distinguen todavía como zonas de una profunda vocación agrícola y la presencia de bosques tropicales entre los cuales abundan árboles frutales que constituyen una importante reserva natural, así como especies animales domésticos y salvajes.
Su área total es de 357 km².

## Clima
Nom Pen tiene un clima tropical de sabana. Las temperaturas suelen oscilar de entre 22 y 35 °C, y el clima está sujeto a los monzones tropicales. El monzón del suroeste sopla trayendo al interior vientos cargados de humedad desde el golfo de Tailandia y el océano Índico, de mayo a octubre. El monzón del noreste marca el comienzo de la estación seca, que dura de noviembre a marzo. La ciudad experimenta las mayores precipitaciones de septiembre a octubre, el período más seco es en enero y febrero.
La ciudad cuenta con dos estaciones bien diferenciadas. La temporada de lluvias de mayo a octubre, ve altas temperaturas acompañadas de una alta humedad. La temporada seca dura de noviembre a abril, las temperaturas pueden descender hasta 22 °C. Pero las temperaturas pueden acercarse a 40 °C en abril. Los mejores meses para visitar la ciudad son noviembre a febrero, cuando las temperaturas, la humedad y las precipitaciones son menores.
| Parámetros climáticos promedio de Nom Pen                                | Parámetros climáticos promedio de Nom Pen | Parámetros climáticos promedio de Nom Pen | Parámetros climáticos promedio de Nom Pen | Parámetros climáticos promedio de Nom Pen | Parámetros climáticos promedio de Nom Pen | Parámetros climáticos promedio de Nom Pen | Parámetros climáticos promedio de Nom Pen | Parámetros climáticos promedio de Nom Pen | Parámetros climáticos promedio de Nom Pen | Parámetros climáticos promedio de Nom Pen | Parámetros climáticos promedio de Nom Pen | Parámetros climáticos promedio de Nom Pen | Parámetros climáticos promedio de Nom Pen |
| Mes                                                                      | Ene.                                      | Feb.                                      | Mar.                                      | Abr.                                      | May.                                      | Jun.                                      | Jul.                                      | Ago.                                      | Sep.                                      | Oct.                                      | Nov.                                      | Dic.                                      | Anual                                     |
| ------------------------------------------------------------------------ | ----------------------------------------- | ----------------------------------------- | ----------------------------------------- | ----------------------------------------- | ----------------------------------------- | ----------------------------------------- | ----------------------------------------- | ----------------------------------------- | ----------------------------------------- | ----------------------------------------- | ----------------------------------------- | ----------------------------------------- | ----------------------------------------- |
| Temp. máx. media (°C)                                                    | 31.5                                      | 32.8                                      | 34.9                                      | 34.9                                      | 34.3                                      | 33.5                                      | 32.5                                      | 32.5                                      | 32.3                                      | 31.1                                      | 29.9                                      | 30.1                                      | 32.5                                      |
| Temp. media (°C)                                                         | 26.7                                      | 27.9                                      | 29.5                                      | 30.0                                      | 29.8                                      | 29.3                                      | 28.6                                      | 28.6                                      | 28.3                                      | 27.5                                      | 26.3                                      | 25.9                                      | 28.2                                      |
| Temp. mín. media (°C)                                                    | 21.9                                      | 23.0                                      | 24.1                                      | 25.0                                      | 25.3                                      | 25.0                                      | 24.7                                      | 24.6                                      | 24.3                                      | 23.8                                      | 22.7                                      | 21.7                                      | 23.8                                      |
| Lluvias (mm)                                                             | 25.5                                      | 11.5                                      | 58.0                                      | 101.0                                     | 111.6                                     | 177.1                                     | 195.9                                     | 172.0                                     | 248.8                                     | 318.9                                     | 135.0                                     | 80.3                                      | 1635.6                                    |
| Días de lluvias (≥ 0.1 mm)                                               | 2.8                                       | 2.4                                       | 5.2                                       | 8.6                                       | 16.4                                      | 16.6                                      | 19.6                                      | 21.4                                      | 19.8                                      | 24.0                                      | 11.8                                      | 4.8                                       | 153.4                                     |
| Horas de sol                                                             | 260                                       | 226                                       | 267                                       | 240                                       | 202                                       | 192                                       | 143                                       | 174                                       | 129                                       | 202                                       | 213                                       | 242                                       | 2490                                      |
| Humedad relativa (%)                                                     | 68                                        | 66                                        | 64                                        | 66                                        | 74                                        | 76                                        | 77                                        | 79                                        | 82                                        | 80                                        | 76                                        | 72                                        | 73.3                                      |
| Fuente n.º 1: Hong Kong Observatory                                      |                                           |                                           |                                           |                                           |                                           |                                           |                                           |                                           |                                           |                                           |                                           |                                           |                                           |
| Fuente n.º 2: Weatherbase (humedad), Instituto Meteorológico Danés (sol) |                                           |                                           |                                           |                                           |                                           |                                           |                                           |                                           |                                           |                                           |                                           |                                           |                                           |

## Demografía

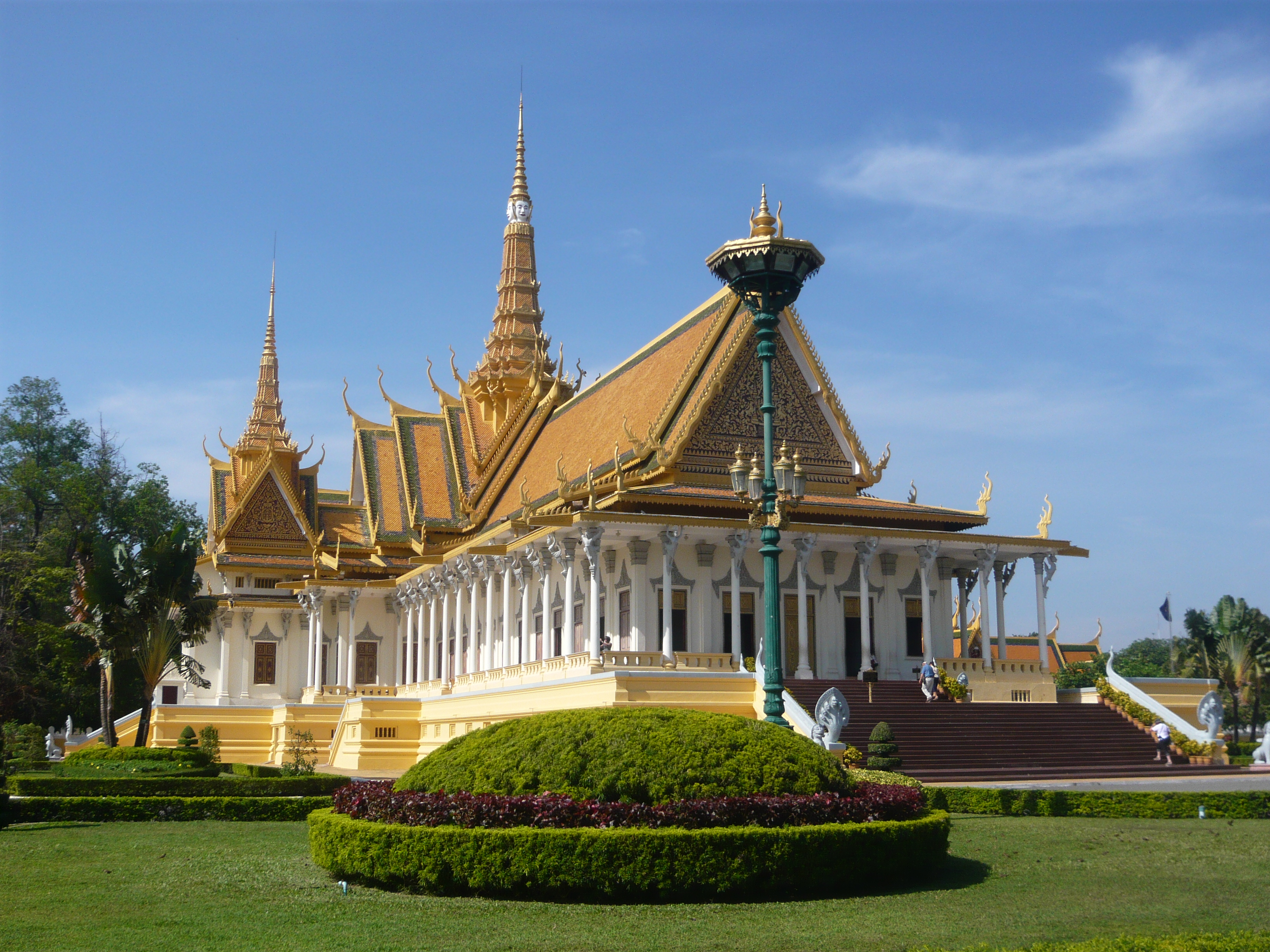
El Palacio Real

La población total de la ciudad para 2006 es de 1.441.618 habitantes con una densidad de 3.320 hab./km². Es el más alto porcentaje de población urbana de todo el país (57% del 32% que es el total de población urbana camboyana).
La tasa de alfabetización es del 87% (88, 1% varones, 77,7% mujeres), y la de desempleo del 12,6 % (8,9 % varones, 17,0 % mujeres).
La mayoría de los actuales pobladores de la capital son inmigrantes de las otras provincias del país (un 79,2 % de su población). También se cuentan etnias minoritarias como vietnamitas, chinos, tailandeses y con la afluencia de organizaciones no gubernamentales y ayudas internacionales después del largo tiempo de guerras, muchos extranjeros de los cinco continentes residen y trabajan en la capital del Reino de Camboya.
El abastecimiento de agua en Nom Pen ha mejorado notablemente en términos de acceso, calidad de servicio y eficiencia por la recuperación de los costos del gobierno entre 1993 y 2006. El número de clientes se ha multiplicado por nueve, la calidad del servicio ha mejorado, pasando intermitente a un suministro continuo, las pérdidas de agua se han reducido drásticamente y el servicio de sanitario de la ciudad pasó de ser una quiebra a obtener una ganancia sostenible. Estos logros fueron reconocidos a través de premios internacionales, como el Premio Ramón Magsaysay de 2006 y el Stockholm Industry Water Award en 2010. La empresa de abastecimiento de la ciudad es la Dirección de Aguas de Phnom Penh (PPWSA). Sus principales fuentes de agua son el río Mekong, el lago Tonle Sap y las aguas subterráneas.

## Turismo y recreación

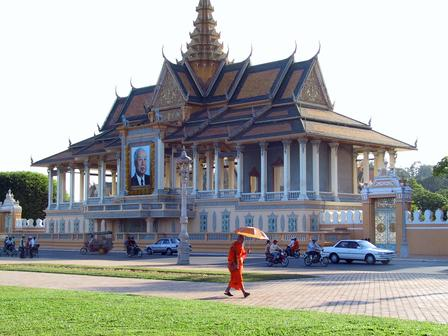
Edificio en el área del Palacio Real

Nom Pen es una ciudad principal en turismo y recreación. Conserva importantes tesoros arquitectónicos, religiosos, históricos y espacios para la recreación y el encuentro.
Sitios como el Palacio Real con todo un ambiente oriental y la Pagoda de Plata, el Palacio Nacional, Wat Phnom Pen, Tuol Slang, el Museo del Autogenocidio de los jemeres rojos (ver genocidio camboyano) o el Monumento de la Independencia, son paradas frecuentes de los visitantes de la ciudad.
Nom Pen tiene una buena oferta en diversión nocturna con casinos, discotecas, y restaurantes.

## Economía y negocios

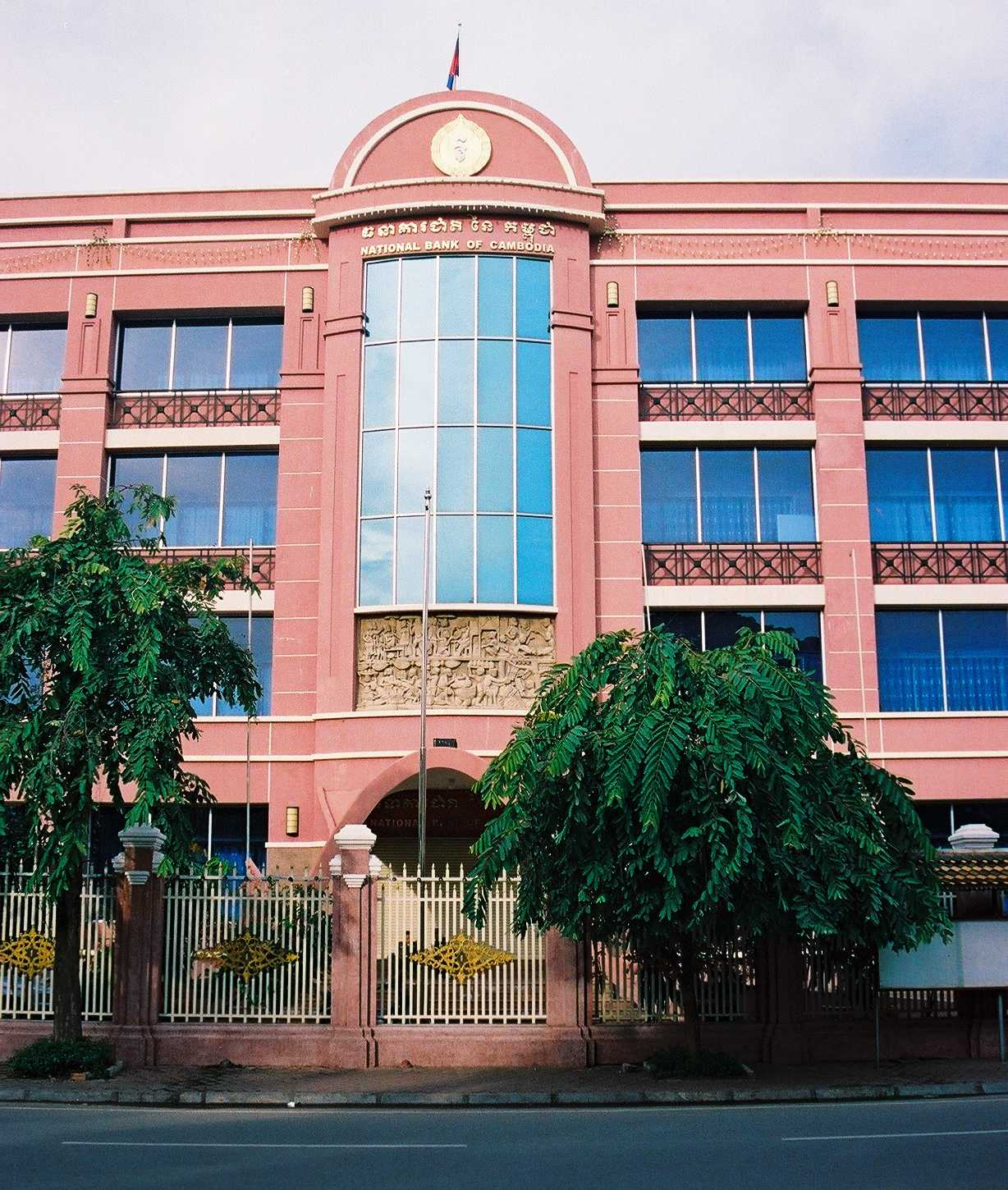
Edificio del Banco Nacional de Camboya.

Nom Pen es el primer centro económico en el Reino de Camboya. Su actual periodo de recuperación económica en tiempo de posguerra la hacen un punto obligado de inversiones y ayuda internacional.
La tasa de desempleo en la ciudad fue del 12.6 % en 2001. La vinculación en el sector humano fue en ese año del 9.9 %, en el secundario del 22.2 % y en el terciario del 67.9 %. Para ese mismo año el número de personas económicamente activas alcanzaba 423.747 personas de los cuales 45.3 % es mano de obra femenina.
Un problema evidente de la ciudad es la mano de obra infantil y los niños de la calle.
En Nom Pen la moneda común es el riel camboyano (U$ 1 = R 4, 005), pero también se puede negociar en dólar estadounidense, dong vietnamita y bath tailandés con restricciones.

## Cultura

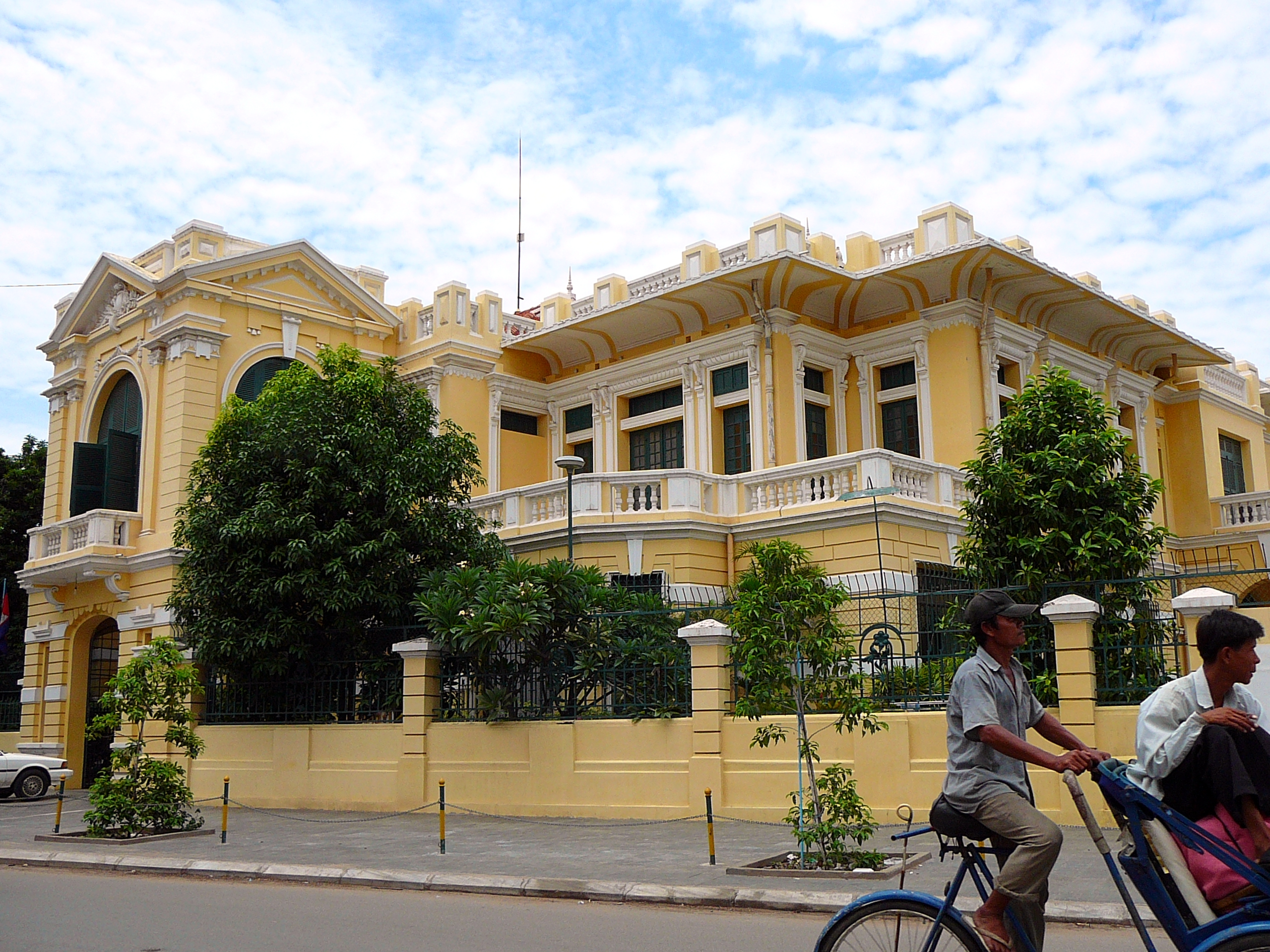
Antigua casa colonial francesa.

Nom Pen es la legítima heredera de la cultura jemer, la cual se expresa actualmente en muchos elementos urbanos como pagodas budistas de la escuela del Theravada o en elementos intangibles como el respeto hacia la figura del rey, el idioma, las costumbres, las maneras de vestirse y la organización de la familia.
Como capital, la ciudad es también sitio obligado de encuentro con otras culturas extranjeras como china, la vietnamita, la tailandesa, la malasia y la occidental, destacando en art déco.
Museos
- Museo Nacional de Camboya
- Museo del Genocidio Tuol Sleng
- Biblioteca Nacional de Camboya

### Arte

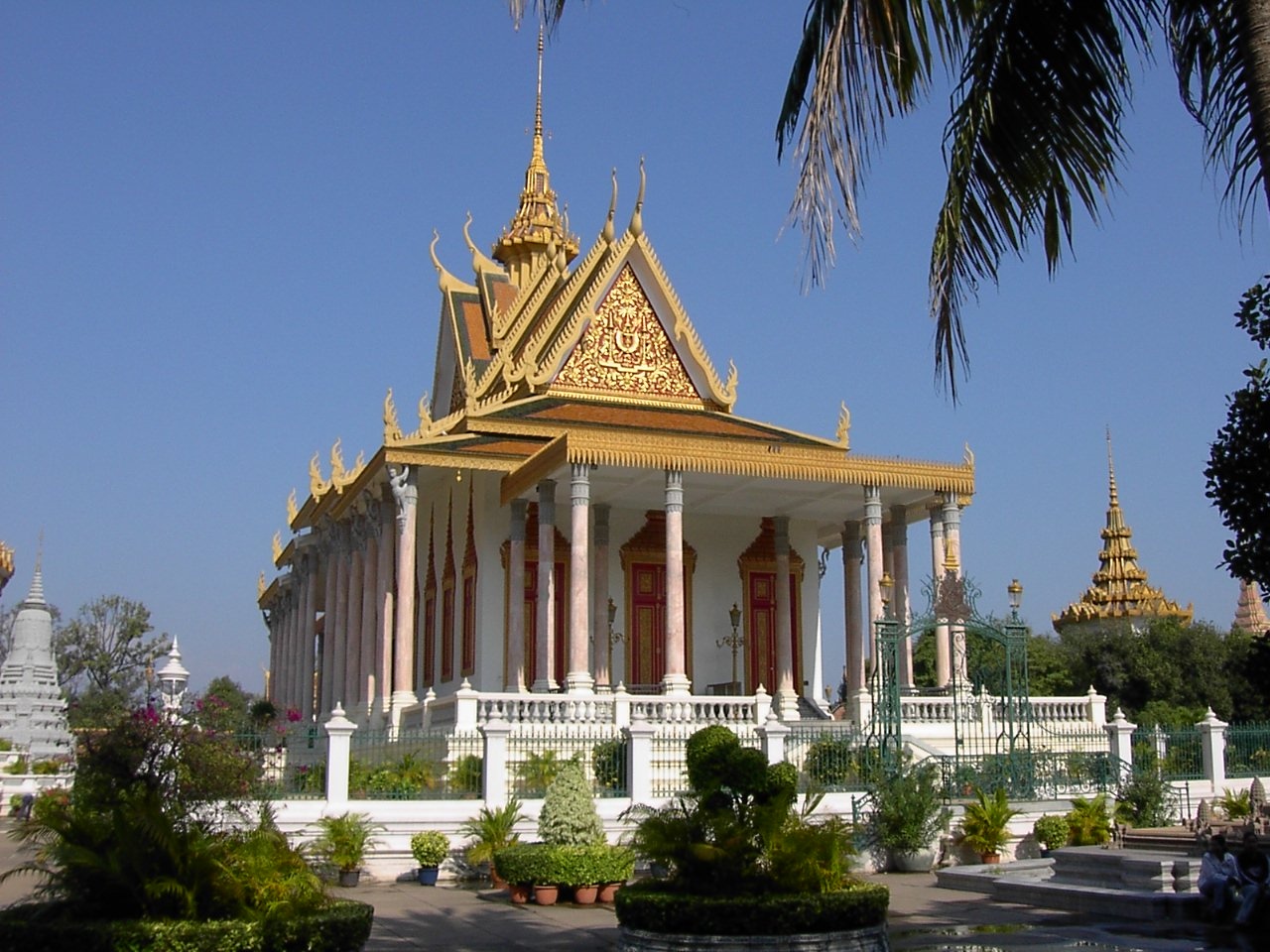
Pagoda de Plata.

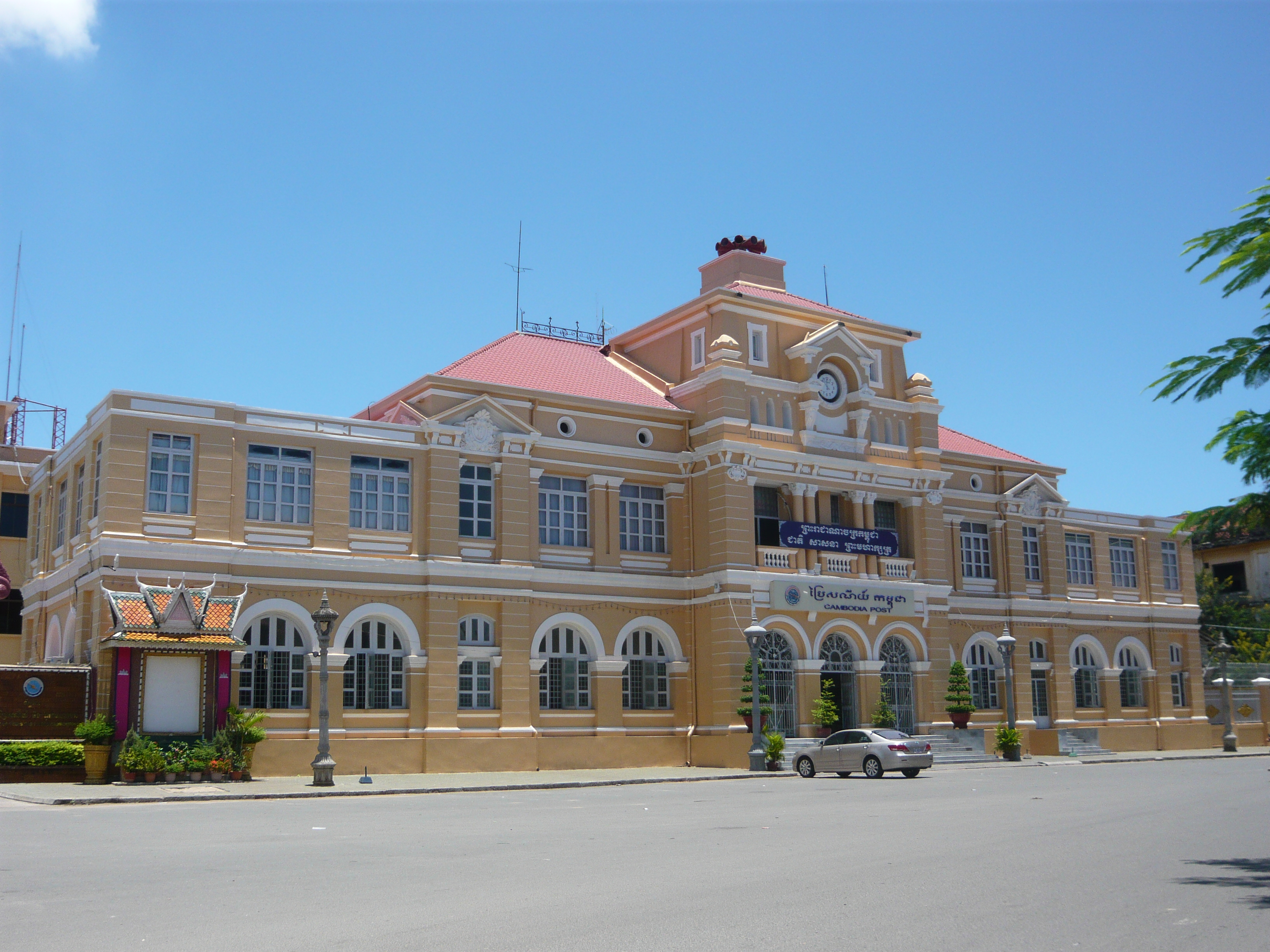
Sede de Correos de Camboya.

El arte en la ciudad tiene su espacio. Este se expresa especialmente en las características ancestrales de la cultura jemer como la música y la danza, que se conservan celosamente desde el tiempo de la gloria de Angkor Wat, cuya influencia se siente en todos los ámbitos.
Existen numerosas agrupaciones en la ciudad que se presentan en numerosos eventos.
Por otra parte, las numerosas pagodas de la ciudad conservan excelentes trabajos artísticos en pinturas que narran los relatos sagrados del budismo o de los libros sagrados hinduistas y cuyos artistas permanecen anónimos.
En el terreno de las artes plásticas encontramos un ejemplo de la unión de la tradición jemer con el arte contemporáneo en las pinturas de Chhim Sothy.

### Presencia literaria
- Atelier Parisien d'Urbanisme: Phnom Penh - Développement urbain et patrimoine. Saint-Ouen 1997.
- Richard Werly: retrato eterno de una ciudad intemporal. 1998.
- Michel Igout (texto), Serge Dubuisson (Fotos): Phnom Penh, entonces y ahora. White Lotus, Bangkok 2011.
- Vann Molyvann: Jemer modernas ciudades. Phnom Penh en 2003.
- Helen de Grant Ross, Darryl L. Collins: Nueva arquitectura jemer, 1953-1970. Bangkok 2007.
- Milton Osborne: Phnom Penh. A Cultural e Historia Literaria. Signal Books, 2008.

### Deporte
En su proceso de recuperación la ciudad abre también espacio al deporte. Si bien todavía no existe una disciplina deportiva que se abra campo en el terreno internacional, el deporte que identifica a la ciudad es el Prodal o las ancestrales artes marciales camboyanas. Dicho deporte tiene su parte en el Muay Thai.
En la ciudad el principal centro deportivo es el Estadio Nacional Olímpico de Camboya, el cual fue construido en 1964 con motivo de los Juegos Olímpicos del sudeste Asiático, que no fueron celebrados debido a los problemas que atravesó el país durante ese período. Es obra del arquitecto camboyano Vann Molyvann. Tiene capacidad para 50.000 espectadores. Fue la sede de la selección de fútbol de Corea del Norte durante las eliminatorias para Copa Mundial de 1966, celebrada en Inglaterra. Durante los años del régimen de los Jemeres Rojos fue utilizado con fines macabros, y en las décadas subsiguientes cayó en desuso. En 2000, sin embargo, fue reparado por una firma taiwanesa.
Estadios
- Estadio Olímpico; con una capacidad de 50.000 asientos fue construido para albergar los Juegos del Sudeste Asiático en 1963.
- Estadio Lambert; también conocido como Estadio Viejo o Antiguo Estadio, se encuentra al norte de la ciudad.

### Culto religioso
Templos
- Pagoda de Plata
- Wat Phnom
- Wat Botum
- Wat Preah Puth
- Wat Ounalom
- Wat Lanka
- Wat Toul Thom Pong
- Wat Koh
- Wat Neuk Kawann
- Wat Sarawan
- Wat Sampov Meas
- Wat Mohamontrei
- Wat San Somsokol
- Wat Svay Poper
- Wat Que

Mezquitas
- Mezquita Nur ul-Ihsan
- Un Nur-mezquita An-Na'im

Obispado
- Diócesis de Phonm Penh

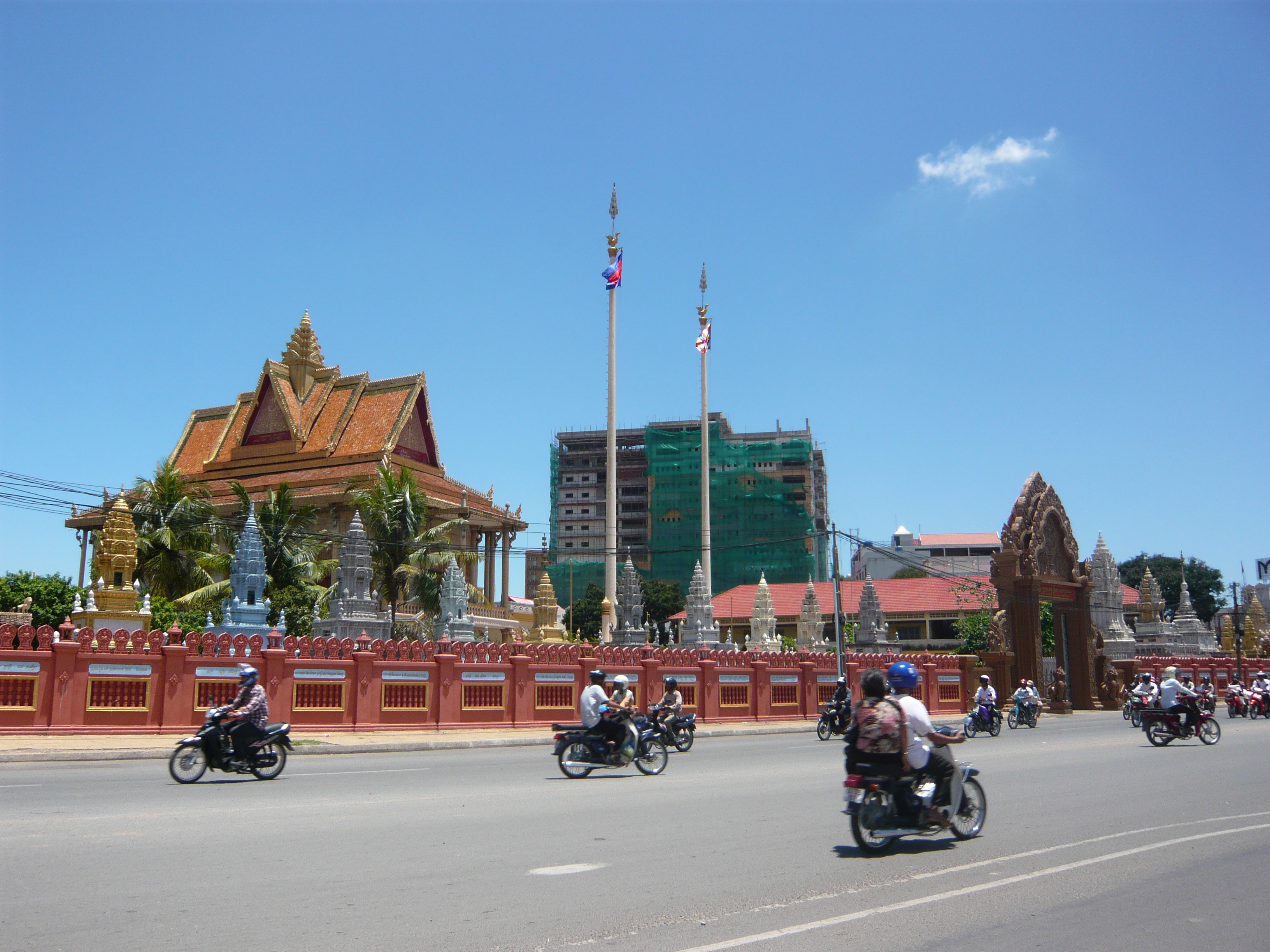
Templo Wat Preah Puth

- Catedral de Phnom Penh (destruido)

## Transporte

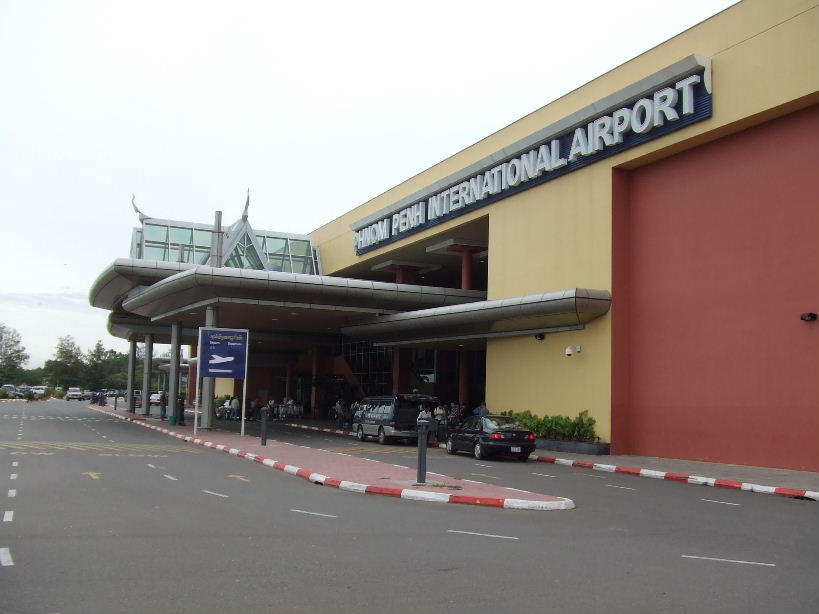
Aeropuerto Internacional de Nom Pen.

Nom Pen cuenta con el Aeropuerto Internacional de Nom Pen (Aeropuerto Internacional de Pochengtón) que lo comunica esencialmente con Bangkok, Ciudad Ho Chi Minh, Manila, Singapur, Kuala Lumpur, Hong Kong y Vientián. También hay vuelos nacionales que llevan principalmente a la provincia de Siem Riep y a otras provincias cuyo acceso es difícil por carretera.
La ciudad no cuenta con servicio urbano de autobús. Hay un servicio de taxi. La manera popular de desplazarse dentro de la ciudad es por medio de los mototaxis (moto-dop).
La ciudad no tiene una terminal de transporte intermunicipal y las líneas de buses de y hacia otras provincias se ubican en algunos puntos neurálgicos de la ciudad como el Mercado Central.
La ciudad como puerto fluvial tiene además el servicio de barcos que van a diferentes provincias del país y llevan mercancía y pasajeros.

## Educación

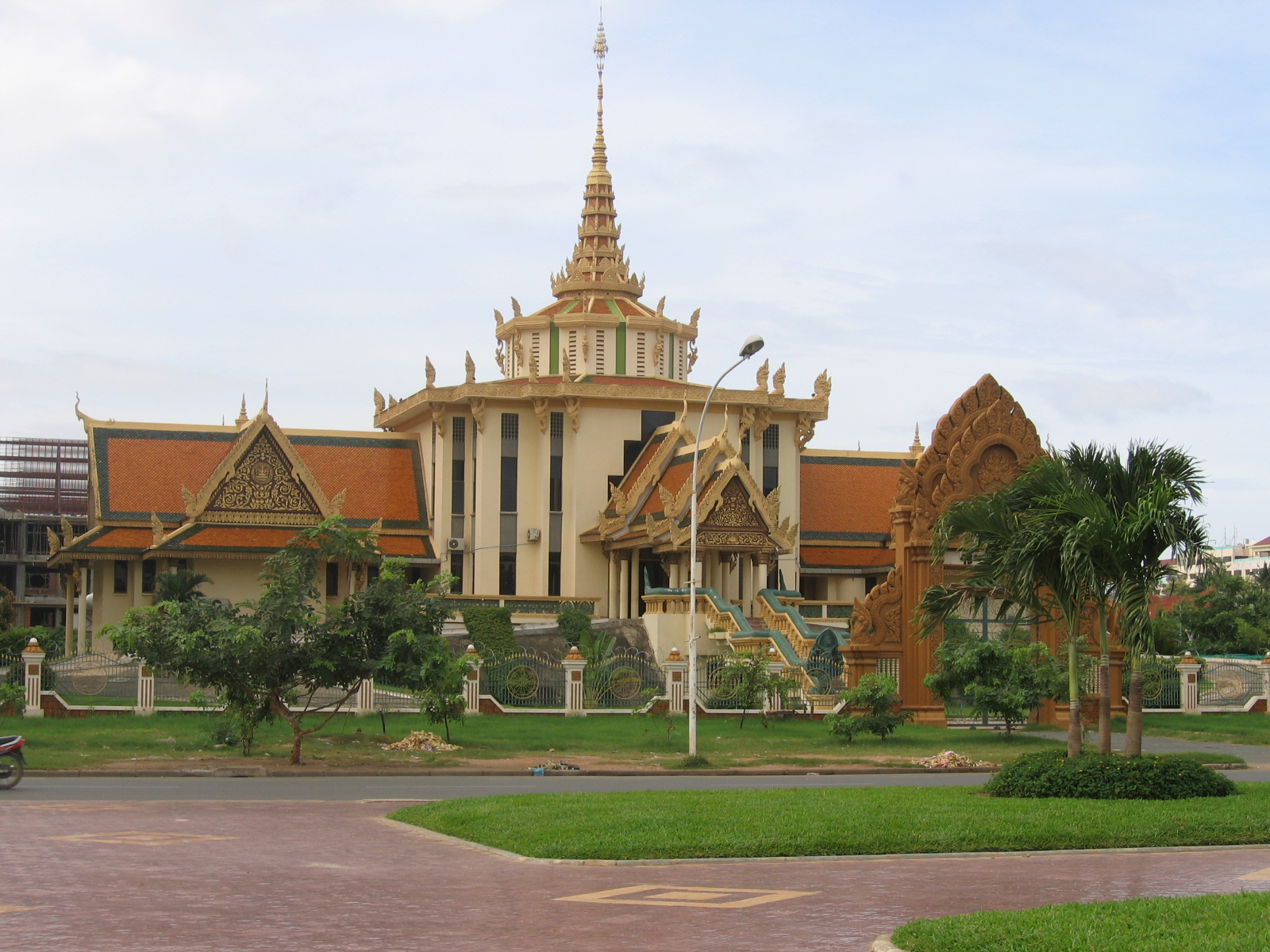
Instituto Budista

Nom Pen en tiempo de recuperación se constituye en el primer centro educativo del país, especialmente en lo que se refiere a educación superior. El 82,7 % de la población de la ciudad está alfabetizada (datos año 2001)[cita requerida], de los cuales el 88,1 % corresponde a varones y el 77,7 % a mujeres. Ello afecta por supuesto el empleo femenino.
La educación superior ha recibido ayuda internacional y todavía se debe esperar para que esta adquiera un rango preponderante en un país en donde prima un ambiente de supervivencia económica y por lo cual estudiar es todavía visto como un privilegio de pocos. Existe en cambio una proliferación de centros de estudio técnicos que preparan jóvenes generaciones para una pronta vinculación laborar.
- École Royale d'Administration (ERA) o escuela de administración.
- La Universidad Real de Nom Pen (Royal University of Phnom Penh (RUPP) o L'université Royale de Phnom Penh (URPP)), es la mayor y más antigua institución educativa de educación superior del país. En 2008 la universidad contaba con más de 10 000 estudiantes en tres campus, y ofrecía una amplia oferta de cursos en la Facultad de Ciencias, la Facultad de Ciencia Sociales y Humanidades y el Instituto de Lenguas Extranjeras (IFL).

Hay unas 50 instituciones de educación superior en Camboya, la mayoría sin campus. Varias ONG internacionales, como A New Day Cambodia, regentan instalaciones educativas independientees además de las escuelas públicas.
Otras instituciones relevantes son:
- La Real Universidad de Derecho y Ciencias Económicas (Royal University of Law and Economic Sciences (RULE) o L'université Royale de Droit et Science Economique (URDSE))
- La Real Universidad de Bellas Artes (Royal University of Fine Art (RUFA) o L'université Royale des Beaux Art (URBA))
- La Real Universidad de Agricultura (Royal University of Agriculture (RUA) o L'université Royale d'Agriculture (URA))
- La Universidad Nacional de Dirección (National University of Management (NUM))
- El Instituto de tecnología de Camboya (Institut de technologie du Cambodge (ITC))
- El Instituto Budista, que fue fundado el 12 de mayo de 1930 y es la principal institución estatal budista del país.

## Medios de comunicación

### Diarios
En jemer
- Sralagn' Khmer
- Chakraval Daily
- Kampuchea Thmei Daily
- Kampuchea Thnai Nes
- Kanychok Sangkhum
- Koh Santepheap
- Moneaksekar Khmer – editado por el partido político de Sam Rainsy
- Rasmei Kampuchea – principal diario del país, con unas 18 000 copias
- Samleng Yuvachun
- Udomkate Khmer
- Wat Phnom Daily

en inglés
- Phnom Penh Post
- The Cambodia Daily

en chino
- 《柬華日報》(Diario Jianhua Daily)
- 《星洲日報》(Diario Sinchew Daily)
- 《華商日報》(Diario Huashang Daily)

《高棉日报》(Diario Jemer)
- 《新柬埔寨》(Nueva Camboya)

### Revistas
- AsiaLIFE Guide Phnom Penh, una revista mensual en inglés
- Pocket Guide Cambodia publica cuatro guías separadas para visitantes y residentes anglófonos
- F Magazine es la primera revista de moda de Camboya. Editada en inglés y jemer.
- SOVRIN Magazine, es la principal revista de moda de Camboya, editada en jemer.

### Radio
- Camboya National Broadcasting
- Dulce FM (Jemer, en chino)
- Voz de Nueva Vida
- FM90
- Ta Phrom Radio
- Internacional francés (en francés)
- FM93.5
- Águila 95
- Planet 97FM
- Love FM (en inglés)
- FM98
- FM99
- FEBC MANILA
- BBC (en inglés)
- Radio Australia (en inglés)
- WMC Radio
- Radio Municipal (Jemer)
- Radio Colmena
- Khmer FM

### Sitios de noticias en línea
- Thmey Thmey News Phnom Penh.

## Ciudades hermanadas
Nom Pen está hermanada con:
- Long Beach, Estados Unidos.
- Lowell, Estados Unidos.
- Providence, Estados Unidos.
- Cleveland, Tennessee, Estados Unidos[12]
- Savannakhet, Laos.
- Vientián, Laos.
- Lima, Perú.
- Yakarta, Indonesia.
- Mandalay, Birmania.
- Kuala Lumpur, Malasia.
- Busan, Corea del Sur.
- Incheon, Corea del Sur.
- Ciudad Ho Chi Minh, Vietnam.
- Hanói, Vietnam.
- Cần Thơ, Vietnam.
- Lam Dong, Vietnam.
- Guadalajara, Jalisco, México.
- Shanghái, China.
- Tianjin, China.
- Kunming, China.
- Changsha, China.
- Madrid, España.
- Bristol, Reino Unido
- Bangkok, Tailandia[13]

| Predecesor: San Petersburgo | Sede de las Sesiones del Comité del Patrimonio de la Humanidad 2013 | Sucesor: Doha |